# Ложнорогатые гадюки
Ложнорогатые гадюки (лат. Pseudocerastes) — род змей семейства Гадюковые. Представители рода распространены на Ближнем Востоке.
От других ядовитых змей региона виды этого рода отличаются наличием над глазами мягких выростов в виде рожков, покрытых 2—3 чешуйками и слегка направленных назад.
Средняя длина 40—70 см, максимальная 108 см, самки крупнее самцов, яйцекладущие.

## Классификация и распространение
На начало 2011 года в составе рода выделяют 3 вида:
- Pseudocerastes fieldi — палестинская гадюка[5]
- Pseudocerastes persicus — персидская ложнорогатая гадюка
- Pseudocerastes urarachnoides

Ранее два первых вида рассматривали в качестве подвидов единого вида Pseudocerastes fieldi. Первый вид встречается в Египте, Израиле, Иордании, Саудовской Аравии, Сирии, на юге Ирака и юго-западе Ирана. Второй — в Израиле, Сирии, Ираке, Кувейте, Саудовской Аравии, Омане, Объединённых Арабских Эмиратах, Иране, на юго-востоке Турции, в Афганистане, южном Пакистане и прилегающих районах Индии.
Вид Pseudocerastes urarachnoides описан в 2006 году и является эндемиком иранских провинций Илам и Керманшах.
Виды этого рода не зарегистрированы на территории бывшего СССР. Однако, ареал Pseudocerastes persicus может включать приграничные с Ираном территории Азербайджана и Армении, где, по свидетельствам местных жителей, «водится змея с двумя рожками».